# Bračni drug
Bračni drug je pravni pojam za osobu muškog ili ženskog roda između kojih je sklopljen crkveni ili civilni brak tj. skupni život. U Hrvatskoj ona označava savez između muškarca i žene, dok u nekim drugim zemljama Zapadne Europe postoje bračni savezi između osoba istog spola.